# Lagopus muta muta
Lagopus muta muta es una subespecie  de la familia Tetraonidae en el orden de los Galliformes. 

## Distribución geográfica
Se encuentra en Noruega, el norte de Suecia y de Finlandia, y la península de Kola.